# ニューヨーク・小湊よつ葉のマジックミラーナイト
『ニューヨーク・小湊よつ葉のマジックミラーナイト』（ニューヨーク・こみなとよつはのマジックミラーナイト）は文化放送で放送されたラジオ番組。ニューヨークと小湊よつ葉がパーソナリティーを務めた冠番組であり、小湊にとっては初の冠番組となった。

## 概要
『紗倉まなとニューヨークのマジックミラーナイト』の後を受け継いでスタートされたラジオ番組で、スタッフや出演者も概ね引き継がれ、紗倉に代わり、前作最終ゲストであった小湊が新レギュラーとして加わった。
なお、メールアドレスは「mmn@joqr.net」に一新されており、内包番組であった「夜のBKB」にも専用アドレス「bkb@joqr.net」が新たに設定された。
2023年12月31日放送分で最終回となった。
最終回では2024年からニューヨークMCの新番組が開始されることが発表された。
翌週となる2024年1月7日（6日深夜）は特別番組『BKBの真夜中ブンブンラジオ』を放送（出演はMC：バイク川崎バイク、アシスタント : トレンディエンジェルたかし、前田美里）。
1月14日（13日深夜）より後継番組『ニューヨークのラジオ（仮）』が開始。アシスタントには前田美里改め矢埜愛茉が就任する。第1回放送中に正式番組名が『ニューヨークと矢埜愛茉の夜遊びジャングル』に決定した。

## 番組コーナー
ワタシ、イッちゃいました。→今夜、イッちゃいましたニュース→今夜のイッちゃいましたニュース
前身番組より継続。最近つい「イッてしまった」出来事をスペルマーズ（聴取者）から募集した。2023年5月28日放送分で嶋佐から「隔週くらいでコーナー名変わってる」ことに気付かれ指摘された。
性なるタレコミ
実体験、もしくはうわさで聞いた衝撃的なエロいことを募集。前身番組で乱交情報を募集したことをきっかけに身の回りのエロ情報を新設された。第1回より放送。
小湊よつ葉のセクボ
小湊よつ葉にセクシーボイスで言ってほしいセリフを募集。前身の番組で紗倉まなが下手すぎることで1回で終わったコーナー。第1回放送で募集開始したが、最終回までオンエアされることはなかった。
マジミラ川柳
おしり、おっぱい、手コキなどをテーマにしたエロ川柳を募集。第1回放送で募集開始。5月7日初放送。
クイズフェラモネア
ウインナーを咥えた上で、メロディを奏で、何の音（曲）か当てるコーナー。第1回放送で募集開始されたが、こちらも最終回まで正式コーナー化されることなく、タイトルのみの発表で終わった。
エッチな替え歌大集合
歌手で女優の二刀流・小湊にちなみ、エッチな替え歌となるタイトルと歌詞を披露する。第1回放送で募集開始。5月1日初放送。

### 夜のBKBのコーナー
エロBKB（夜のBKB）
前身番組より継続。バイク川崎バイクのネタに合わせ、エッチなBKB構文を募集した。
エロの異端児バイクシー
エロに芸術性を見出したシチュエーションを報告。前身番組より継続。

## 出演者

### マジックミラーナイト
- ニューヨーク（嶋佐和也、屋敷裕政）[注 2]
- 小湊よつ葉[注 3]

### 夜のBKB
- バイク川崎バイク[注 4]
- 高岡哲也（SODクリエイト副社長、HANAYA PROJECT代表）※2023年6月4日‐25日放送分は病気療養のため欠席。

## ゲスト女優リスト
前身番組と異なり日直アシスタント制を基本撤廃。ゲストを呼ぶことはあるものの、フリートーク部分が増えた。
スタジオゲスト/夜のBKBの順に表記。
2023年
1. 4月2日 ―/仮つばさ[6]
2. 4月9日 ―/小森はるき[7]
3. 4月16日 ―/小森はるき[7]
4. 4月23日 ―/夏花
5. 4月30日 ―/夏花
6. 5月7日 ―/志田みずき
7. 5月14日 ―/志田みずき
8. 5月21日 ―/広瀬りおな
9. 5月28日 ―/広瀬りおな
10. 6月4日 ―/御調みつ
11. 6月11日 恋渕ももな/御調みつ
12. 6月18日 恋渕ももな/神崎ゆま（道玄坂69）
13. 6月25日 ―/神崎ゆま（道玄坂69）[8]
14. 7月2日 ―/みっきー藤波
15. 7月9日 星乃莉子/みっきー藤波
16. 7月16日 星乃莉子/渋谷なつ
17. 7月23日 ―/渋谷なつ
18. 7月30日 ―/春菜まき
19. 8月7日 神木麗/春菜まき
20. 8月13日 神木麗/小橋由希
21. 8月20日 ―/小橋由希
22. 8月27日 ―/葉月ひな
23. 9月3日 ―/葉月ひな[9]
24. 9月10日 ―/家入ゆり
25. 9月17日 ―/家入ゆり
26. 9月24日 ―/渋谷なつ
27. 10月1日 十束るう/渋谷なつ
28. 10月8日 十束るう/春野ゆこ
29. 10月15日 ―/春野ゆこ
30. 10月22日 ―/下平玲夏
31. 10月29日 本庄鈴、春野ゆこ/下平玲夏　※本庄は代打MC[10]
32. 11月5日 本庄鈴、春野ゆこ/池脇澪　※本庄は代打MC
33. 11月12日 斉藤帆夏/池脇澪
34. 11月19日 斉藤帆夏/天宮みすず
35. 11月26日 ―/天宮みすず
36. 12月3日 ―/田中ぴあ[11]
37. 12月10日 ―/田中ぴあ[12]
38. 12月17日 ―/紗倉まな[13]
39. 12月24日 ―/紗倉まな
40. 12月31日 紗倉まな、バイク川崎バイク　※内包番組「夜のBKB」は中止された。

## 音楽

### エンディングテーマ
- 小湊よつ葉「抱きしめて ねぇ」（SOD records　作詞：小湊よつ葉、Geyu、作曲：Geyu）2023年4月2日 - 6月4日、オープニングでもイントロ部分をジングルに使用。
- 小湊よつ葉「恋のマニュアル」（SOD records　作詞：小湊よつ葉、Geyu、作曲：Geyu）2023年6月11日 - 12月31日

## スタッフ
- 制作協力：ソリッド[14]